# Voedingszuur
Een  voedingszuur verlaagt de zuurgraad (pH) van een product (maakt het dus zuurder).
Daarbij versterken voedingszuren in sommige gevallen de werking van antioxidantia en conserveermiddelen, en kunnen soms kleurbehoudend werken.  In de Europese Unie toegelaten voedingszuren hebben een E-nummer toegewezen gekregen.
| E-nummer | Naam                                                                                |
| -------- | ----------------------------------------------------------------------------------- |
| E260     | Azijnzuur                                                                           |
| E261     | Kaliumacetaat                                                                       |
| E262     | Natriumacetaten: i) Natriumacetaat ii) Natriumwaterstofdiacetaat (natriumdiacetaat) |
| E263     | Calciumacetaat                                                                      |
| E270     | Melkzuur                                                                            |
| E280     | Propionzuur                                                                         |
| E281     | Natriumpropionaat                                                                   |
| E282     | Calciumpropionaat                                                                   |
| E283     | Kaliumpropionaat                                                                    |
| E284     | Boorzuur                                                                            |
| E285     | Natriumtetraboraat                                                                  |
| E290     | Kooldioxide                                                                         |
| E295     | Ammoniumformiaat                                                                    |
| E296     | Appelzuur                                                                           |
| E297     | Fumaarzuur                                                                          |
| E322     | Lecithinen                                                                          |
| E325     | Natriumlactaat                                                                      |
| E326     | Kaliumlactaat                                                                       |
| E327     | Calciumlactaat                                                                      |
| E330     | Citroenzuur                                                                         |
| E331     | Natriumcitraten i) Mononatriumcitraat ii) Dinatriumcitraat iii) Trinatriumcitraat   |
| E332     | Kaliumcitraten i) Monokaliumcitraat ii) Trikaliumcitraat                            |
| E333     | Calciumcitraten i) Monocalciumcitraat ii) Dicalciumcitraat iii) Tricalciumcitraat   |
| E334     | L(+)-wijnsteenzuur                                                                  |
| E335     | Natriumtartraten i) Mononatriumtartraat ii) Natriumtartraat                         |
| E336     | Kaliumtartraten i) Monokaliumtartraat ii) Kaliumtartraat                            |
| E337     | Kaliumnatriumtartraat                                                               |
| E338     | Fosforzuur                                                                          |
| E339     | Natriumfosfaat i) Mononatriumfosfaat ii) Dinatriumfosfaat iii) Trinatriumfosfaat    |
| E340     | Kaliumfosfaat i) Monokaliumfosfaat ii) Dikaliumfosfaat iii) Trikaliumfosfaat        |
| E341     | Calciumfosfaat i) Monocalciumfosfaat ii) Dicalciumfosfaat iii) Tricalciumfosfaat    |
| E343     | Magnesiumfosfaten                                                                   |
| E350     | Natriummalaten i) Natriummalaat ii) Natriumwaterstofmalaat                          |
| E351     | Kaliummalaat                                                                        |
| E352     | Calciummalaten i) Calciummalaat ii) Calciumwaterstofmalaat                          |
| E353     | Metawijnsteenzuur                                                                   |
| E354     | Calciumtartraat                                                                     |
| E355     | Adipinezuur                                                                         |
| E356     | Natriumadipaat                                                                      |
| E357     | Kaliumadipaat                                                                       |
| E363     | Barnsteenzuur                                                                       |
| E370     | 1,4-heptonolacton                                                                   |
| E375     | Nicotinezuur (niacine, vitamine B3)                                                 |
| E380     | Triammoniumcitraat                                                                  |
| E385     | Calciumdinatrium-etheen-diaminetetra-acetaat (Calciumdinatrium EDTA)                |
| E392     | Extracten van rozemarijn                                                            |